# MALDI-TOF

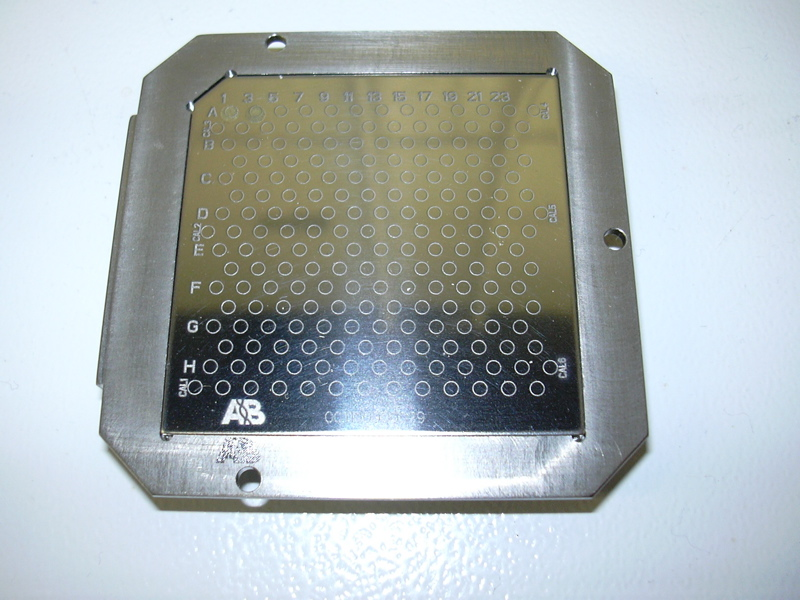
Échantillon-cible pour spectrométrie de masse MALDI.

Un instrument de type MALDI-TOF (en anglais Matrix Assisted Laser Desorption Ionization - Time of Flight) est un spectromètre de masse couplant une source d'ionisation laser assistée par une matrice (MALDI, Matrix-Assisted Laser Desorption/Ionization) et un analyseur à temps de vol (TOF, time-of-flight mass spectrometry).
L'une des caractéristiques importantes d'une spectrométrie de masse est la finesse des pics, mesurée par la résolution du spectromètre de masse. La résolution est définie comme étant le rapport de la masse m du pic sur la largeur à mi-hauteur Δm. Plus la résolution est élevée, plus les pics sont fins. Il est alors possible de visualiser deux molécules de masses proches. Les instruments MALDI-TOF peuvent être équipés avec un réflectron (miroir électrostatique ou « miroir à ions ») qui dévie les ions avec un champ électrique, doublant ainsi la longueur du chemin de vol de l'ion et augmentant la résolution de l'instrument. Un spectromètre de masse MALDI-TOF peut atteindre des résolutions de 5000 en mode linéaire (sans réflectron) et de 20000 avec réflectron[réf. nécessaire].
Historiquement[Quand ?], les analyseurs par temps de vol, qui nécessitent une source d'ionisation pulsée, étaient couplés uniquement avec les sources MALDI. Actuellement[Quand ?], les sources MALDI peuvent être couplées à d'autres types d'analyseurs (par exemple un analyseur FT-ICR) et l'analyseur par temps de vol à d'autres sources (par exemple avec une source électrospray dans un instrument ESI-QTOF).